# Ernst Zimmermann
Ernst Zimmermann (Gera, 15 de julho de 1860 – Gera, 6 de janeiro de 1944) foi um geólogo alemão.
Recebeu em 1938 a primeira Medalha Gustav Steinmann.

## Obras
- Stratigraphische und paläontologische Studie über das deutsche und das alpine Rhät. Inaugural-Dissertation Uni Jena, Druck von Issleib und Rietzschel, Gera 1884
- Ein neuer Nautilus aus dem Grenzdolomit des thüringischen Keupers (Trematodiscus jugatonodosus). Jahrbuch der Königlich Preussischen geologischen Landesanstalt und Bergakademie zu Berlin für das Jahr 1889, 322- 327, Tafel XXVII, Berlim 1892